# 徐廣
徐廣（352年—425年），字野民，东莞郡姑幕县（今山东省诸城市）人，東晉官員、歷史學家。徐邈之弟。

## 生平
徐家世代好學，徐廣學問更是精湛，百家數術全部都有所研究。謝玄為兗州刺史時，延請徐廣為從事西曹，後又任鎮北將軍、譙王司馬恬的參軍。晉孝武帝欣賞徐廣，於是以其為秘書郎，更加添校書處和藏書秘閣的人手。後轉員外散騎侍郎，仍領校書。隆安年間，尚書令王珣又舉徐廣為祠部郎。
及後，司馬元顯引徐廣為中軍參軍，又遷領軍長史。桓玄當權時又以徐廣為大將軍文學祭酒。義熙元年（405年），劉裕命徐廣撰寫《車服儀注》，又讓他任鎮軍諮議參軍，領記室，封樂城縣五等侯。後轉員外散騎常侍，領著作郎。義熙二年（406年），尚書上奏議撰國史，於是命徐廣修撰晉史。義熙六年（410年），徐廣遷散騎常侍，領徐州大中正、驍騎將軍。後又轉任大司農、仍領著作郎。至義熙十二年（416年）寫成《晉紀》四十六卷，遷秘書監。
永初元年（420年），劉裕篡晉，以徐廣為中散大夫，其時徐廣子徐道玄任晉陵太守，徐廣自請隨兒子到京口，回到家鄉。劉裕應允，並給予豐厚的賞賜。元嘉二年（425年），徐廣去世，享年七十四歲。

## 性格特徵
- 徐廣好讀書，一直去到老時仍然好學不倦，每年都會讀《五經》一次。著作除《車服儀注》及《晉紀》，又有《答禮問》、《毛詩背隱義》二卷[1]、及文集十五卷[2]。又有《史記音義》十三卷[3]，晉代《史記》版本紛雜，《史記音義》作了大量整理工作。
- 司馬元顯主政時曾經想朝中百官自其致敬，其時內外官員都順從，尚書臺中更要時為祠部郎的徐廣提議禮儀，終人人都以下官禮向元顯下拜。此事徐廣一直都記在心中，十分慚愧。
- 徐廣忠心晉室，桓玄篡晉時，安帝出宮，他流淚隨侍。至晉恭帝退位時，就只有徐廣感觸哀傷，謝晦見此還說：「徐公將無小過也。」徐廣答：「君為宋朝佐命，吾乃晉室遺老，憂喜之事固不同時。」仍以晉臣自居。

## 延伸阅读
[在维基数据编辑]
 《晉書·卷082》，出自房玄齡《晉書》
 《宋書·卷55》，出自沈约《宋书》
 《南史·卷33》，出自李延壽《南史》